# Solcza
Solcza – wieś w Polsce położona w województwie małopolskim, w powiecie proszowickim, w gminie Pałecznica.
W latach 1975–1998 miejscowość administracyjnie należała do województwa kieleckiego.

Integralne części miejscowości: Noga, Syberek.